# Douglas DC-3
Il Douglas DC-3 era un aereo di linea, bimotore ad ala bassa, sviluppato dall'azienda statunitense Douglas Aircraft Company negli anni trenta e prodotto fino agli anni quaranta.
Destinato al traffico commerciale su rotte a breve e medio raggio incontrò il favore delle compagnie aeree e conobbe un considerevole successo commerciale; la Douglas vendette anche i diritti di produzione su licenza sia in Unione Sovietica, dove fu costruito come Lisunov Li-2, che in Giappone, dove Nakajima Hikōki e Showa lo realizzarono con il nome di LD2.
A seguito dell'entrata degli Stati Uniti nella seconda guerra mondiale ne venne derivata una versione da trasporto militare, il C-47 Dakota/Skytrain, che fu utilizzata in tutti i teatri fino alla conclusione del conflitto.
Anche a distanza di vari decenni dal termine della produzione, il DC-3 ha continuato ad avere una straordinaria longevità operativa, venendo preservato in condizioni di volo ed utilizzato in varie parti del mondo, anche venendo convertito alla propulsione con motori turboelica.

## Storia del progetto
La nascita del Douglas DC-3 è inserita nella storia della battaglia commerciale che si stava realizzando nel corso della prima metà degli anni trenta fra le compagnie aeree statunitensi per accaparrarsi il traffico di passeggeri in rapido sviluppo; in quel periodo la United Air Lines aveva investito 4 000 000 di dollari per acquistare non meno di 60 esemplari di Boeing 247 mentre i vertici della TWA avevano puntato sull'amicizia con Donald Douglas per giungere alla realizzazione del Douglas DC-2.

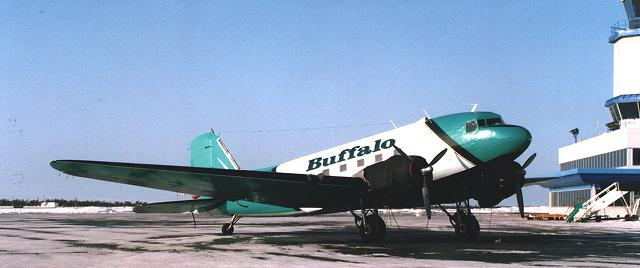
Un Douglas DC-3 della Buffalo Airways

In questo contesto l'American Airlines, recentemente acquisita da Errett Lobban Cord, si trovò nell'infelice condizione di chiudere il bilancio del 1934 con una perdita di oltre un milione di dollari: concentratasi sul traffico notturno e puntando su sistemazioni costituite da comode cuccette, l'azienda utilizzava prevalentemente biplani Curtiss Condor, lenti e dalle linee ormai superate, che spesso viaggiavano vuoti. La soluzione al problema dell'American Airlines non poteva risiedere né nel Boeing 247 (la Boeing stessa era coinvolta nella United Airlines, con la quale compartecipava nella compagnia aerea Boeing Air Transport ed aveva già rifiutato di vendere il "247" alla TWA) né nel DC-2, troppo piccolo per poter ospitare un numero di cuccette sufficiente a rendere economicamente redditizie le rotte di volo.
Contando sulla promessa di una nuova versione del motore Wright R-1820, più potente del 20% rispetto alla versione impiegata sul DC-2, i tecnici dell'American Airlines calcolarono che modifiche alla fusoliera del DC-2 avrebbero consentito di utilizzarne l'85% delle componenti e di alloggiarvi 21 sedili per passeggeri. I primi contatti con la Douglas non giunsero a conclusioni contrattuali, anche perché lo stesso Donald Douglas nutriva dubbi sulla capacità finanziaria dell'American Airlines di sostenere l'impegno per il nuovo velivolo, oltre che sulla possibilità che il mercato potesse apprezzarlo ed acquistarlo. Solamente nell'autunno del 1934 una lunga telefonata tra Cyrus Rowlett "C. R." Smith (amministratore delegato dell'American) e Donald Douglas, portò a sbloccare la situazione: con un semplice accordo verbale Douglas si impegnò nella realizzazione del nuovo modello del quale l'American avrebbe acquisito venti esemplari ad un prezzo di 110 000 dollari ciascuno.
Il team di progettazione della Douglas, secondo alcuni guidato dall'ingegner Arthur Emmons Raymond (ma altri indicano Fred Stineman o John Northrop), valutò la necessità di una profonda revisione del progetto del DC-2 con interventi alla fusoliera, alle ali, all'impennaggio nonché al carrello d'atterraggio il tutto in relazione, anche, al maggior peso che l'aereo avrebbe avuto in condizioni operative. Con questi interventi il nuovo velivolo avrebbe potuto trasportare il 50% di passeggeri più del DC-2 con un incremento del costo operativo pari a solo il 3%, condizione che avrebbe permesso di applicare un costo del biglietto aereo sufficientemente basso da consentire la crescita considerevole della domanda.
Alla fine il progetto, fino ad allora denominato Douglas Sleeper Transport (DST) per via della configurazione destinata ai voli notturni, risultò pressoché completamente nuovo e la compatibilità con le componenti del DC-2 si ridusse a meno del 10%. La costruzione del prototipo fu avviata nel mese di dicembre del 1934 e all'inizio di luglio del 1935 fu finalmente sottoscritto un contratto ufficiale che impegnava l'American Airlines all'acquisto di dieci DST al prezzo di 79 500 dollari l'uno. Cinque mesi dopo il primo DST staccò le ruote da terra: era il 17 dicembre 1935, esattamente trentadue anni dopo il primo volo del Wright Flyer. Diversamente da quello dei fratelli Wright questo primo volo non attirò particolare attenzione, ma in seguito si rivelò un punto di svolta nella storia dell'aviazione per come la nascita del Douglas Commercial 3 avrebbe influenzato l'aviazione commerciale e militare negli anni successivi operando per compagnie aeree o forze armate di un consistente numero di paesi e di ogni dimensione, utilizzato come aereo da trasporto di linea o come cargo, per il lancio di paracadutisti nei diversi teatri della seconda guerra mondiale, fino ad arrivare all'uso come cannoniera volante durante la guerra del Vietnam.
Il prototipo dello Sleeper Transport fu presentato al pubblico all'inizio di gennaio del 1936 durante il National Pacific Aircraft and Boat Show di Los Angeles e, risolti alcuni problemi ai motori originali, in maggio ottenne la certificazione da parte delle autorità statunitensi: oltre alla versione con le cuccette per i voli notturni, fu registrata quella predisposta con i consueti sedili, con il nome di "DC-3".
Con lo scoppio della seconda guerra mondiale in Europa il sistema del trasporto aereo mondiale subì una considerevole contrazione e l'attacco di Pearl Harbor agli inizi di dicembre del 1941 diede il colpo di grazia; la carriera operativa del DC-3 subì un drastico mutamento. Fino ad allora erano stati consegnati a compagnie civili 430 esemplari realizzati in due versioni "DST" e tre versioni "DC-3"; altri 150 esemplari circa, già completati o in fase di costruzione, furono presi in carico direttamente dalle forze armate. In seguito, nel corso della guerra, la produzione del DC-3 rispose esclusivamente a commesse militari; la designazione prevalente fu C-47 Skytrain tuttavia le combinazioni di sigle furono numerose sia in base al tipo di velivolo sia in relazione alla forza armata utilizzatrice; molto diffusa risultò la denominazione Dakota, nome ufficialmente assegnato ai soli esemplari presi in carico dalla britannica Royal Air Force.
La produzione commerciale riprese dopo la guerra con un lotto di 28 esemplari di una quarta versione "DC-3", tuttavia il DC-3 era un velivolo ormai obsoleto per operare lungo le principali rotte commerciali, surclassato dai nuovi quadrimotori Stratocruiser, DC-6 e Constellation e gli sforzi per ammodernarlo non si trasformarono in nuove varianti produttive.

### Sviluppi correlati
Oltre ai singoli velivoli, la Douglas vendette all'estero anche la licenza di costruzione del DC-3: gli acquirenti furono l'olandese Fokker (che però si limitò ad assemblare o riparare velivoli costruiti dalla casa madre), la giapponese Mitsui and Company Ltd. (sussidiaria statunitense della Mitsui Bussan) e il governo dell'Unione Sovietica. Sia la Mitsui and Company sia l'Unione Sovietica, questa tramite la società Amtorg Trading Corporation, avevano acquistato ciascuno ventidue DC-3, di cui due ciascuno consegnati non assemblati per l'avvio delle linee di montaggio.
In Giappone la produzione fu assegnata alla Showa Hikōki Kogyo K K che ne realizzò 414 esemplari, mentre altri 71 velivoli furono costruiti da parte della Nakajima Hikōki K K. Gli aerei furono impiegati dal Dai-Nippon Teikoku Kaigun Kōkū Hombu, il servizio aeronautico della Marina imperiale giapponese, che ne fece l'aereo da trasporto standard per i propri reparti nel corso della seconda guerra mondiale con la denominazione L2D; questi aerei furono identificati con il nome in codice "Tabby".
L'Unione Sovietica dal canto suo organizzò la produzione in serie, inviando presso gli stabilimenti Douglas di Santa Monica Boris Pavlovič Lisunov, che studiò l'organizzazione industriale della produzione per un periodo di due anni prima di rientrare in patria, dove fu incaricato di sovrintendere alla realizzazione del velivolo presso il GAZ-84. L'aereo, inizialmente denominato PS-84 (dal numero dell'impianto produttivo), cambiò nome nel 1942 a seguito della ridefinizione del sistema di designazione da parte delle autorità sovietiche e divenne Lisunov Li-2; costruito in un considerevole numero di esemplari, fu impiegato dall'Aeroflot come aereo di linea e trovò largo impiego nella Voenno-vozdušnye sily (V-VS, l'aeronautica militare sovietica) e in diverse altre forze aeree appartenenti a paesi filosovietici a partire dal 1939.

## Tecnica

### Cellula
Il Douglas DC-3, come già il suo diretto predecessore, era un monoplano bimotore dalla struttura interamente metallica, caratterizzato dalla configurazione ad ala bassa. Rispetto a quella del DC-2 la fusoliera era leggermente più lunga (77 cm) e più larga (66 cm); aveva inoltre sezione ovale e poteva ospitare fino a ventotto passeggeri (in due file di doppi sedili). La sezione di coda era leggermente rastremata fino a dare vita all'impennaggio di tipo classico, con il piano orizzontale disposto sulla mezzeria della fusoliera, al di sotto del piano verticale; questo era raccordato alla fusoliera mediante una piccola pinna, che conferiva all'aereo una linea più morbida e maggiore stabilità nelle manovre di avvicinamento. Come nel DC-2 la cabina di pilotaggio era completamente chiusa, con ampia vetratura frontale; al di sotto della cabina erano state eliminate le luci di atterraggio, spostate nel bordo d'entrata delle semiali.
L'ala aveva dimensioni maggiori ma manteneva invariate le caratteristiche di quella del DC-2: era disposta in posizione avanzata rispetto al centro della fusoliera ed ogni semiala era suddivisa in due sezioni. La sezione interna, di lunghezza minore, era dritta ed alloggiava le gondole dei motori mentre la sezione esterna si contraddistingueva per il disegno rastremato del bordo d'entrata in direzione dell'estremità e per l'andamento rettilineo del bordo d'uscita. La sezione esterna formava anche un apprezzabile angolo diedro positivo con la sezione interna.
Il carrello d'atterraggio era di tipo triciclo posteriore: i due elementi principali, monoruota, erano costituiti da due elementi tubolari che si ritraevano, con movimento rettilineo contrario al senso di marcia, all'interno delle gondole dei motori, lasciando sporgere solo parzialmente le ruote. Al posteriore era presente un ruotino d'appoggio, sterzante e non retraibile.

### Motore
Indipendentemente dalla configurazione interna della cabina passeggeri, il Douglas DST/DC-3 nelle varianti anteguerra fu equipaggiato con motori Wright R-1820 Cyclone oppure Pratt & Whitney R-1830 Twin Wasp; in entrambi i casi si trattava di motori radiali raffreddati ad aria. Il Wright Cyclone era un'unità a nove cilindri; fu impiegata sia nella versione SGR-1820, da 1 000 hp (746 kW) che nella R-1820 da 1 200 hp (895 kW). Il Pratt & Whitney Twin Wasp era invece un 14 cilindri a doppia stella; anche in questo caso furono utilizzate versioni sia da 1 000 che da 1200 hp.

### Passeggeri
La configurazione interna della cabina passeggeri fu elemento discriminante per la denominazione dei velivoli costruiti dalla Douglas: quelli equipaggiati con cuccette (destinati ai voli notturni) furono registrati come "Douglas Sleeping Transport" (DST) mentre quelli con i classici sedili (per i voli diurni) ottennero la certificazione come "Douglas Commercial 3" (DC-3).
Tipicamente la configurazione DST prevedeva sette doppi sedili, con la profondità della seduta pari a 36 in (91,4 cm), che potevano essere agevolmente trasformati in altrettante cuccette. Al di sopra di questi, rinchiuse nella parete quando non utilizzate, potevano essere estratte altre sette cuccette larghe 30 in (76,2 cm), in modo da poter ospitare quattordici passeggeri complessivamente.
Nella configurazione diurna si potevano installare due, tre o quattro file da sette sedili ciascuna per una capienza che variava dai quattordici ai ventotto passeggeri, a seconda delle distanze da coprire.

## Impiego operativo

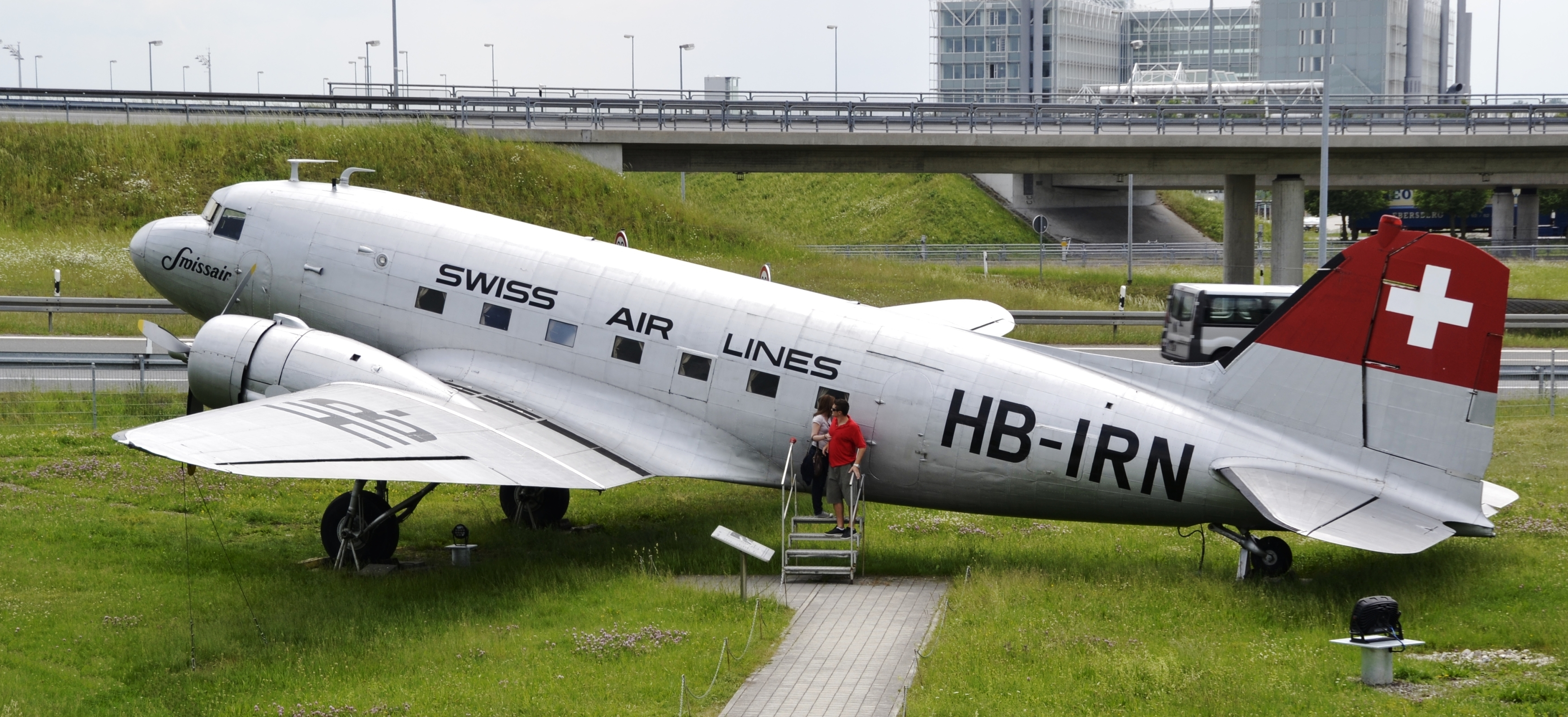
Un DC-3 con le insegne della Swiss Air

Il primo volo di linea fu effettuato dalla American Airlines il 7 giugno 1936, con un volo non-stop tra New York e Chicago e già, pochi mesi dopo, il presidente della United Airlines dovette riconoscere che i giorni dei suoi Boeing 247 erano contati, surclassati dal DC-3 nei tempi di percorrenza e destinati ad accumulare perdite finanziare alla stessa velocità con la quale il DC-3 macinava i profitti, dato che il suo costo d'esercizio, calcolato sulla base del rapporto "passeggero per miglio" era di circa un terzo inferiore rispetto a quello del DC-2. All'epoca in cui i guadagni delle compagnie aeree contavano prevalentemente sui ricavi garantiti dal governo per il trasporto della posta, il DC-3 fu il primo aereo in grado di garantire guadagni semplicememente trasportando passeggeri.
Il 1º luglio del 1936, a tre anni esatti dal primo volo del suo DC-1, Donald Douglas ed il personale tecnico e produttivo della sua azienda furono insigniti del Collier Trophy dal presidente Franklin Delano Roosevelt "per l'eccezionale velivolo da trasporto bimotore" il cui successo era già stato riconosciuto dalle vendite conseguite e che anche all'estero stava influenzando le linee dei nuovi progetti.
La conferma della validità della scelta fatta dai vertici dell'American Airways venne dai tempi di percorrenza sulle tratte affidate al DC-3: il viaggio coast-to-coast tra l'aeroporto di Newark (nei pressi di New York) ed il Grand Central Air Terminal di Glendale (Los Angeles) nel 1934, con i biplani Condor, richiedeva 25 ore e 55 minuti (con due cambi di velivolo e diciannove scali), mentre nel 1936, con il DC-3, si svolgeva in 17 ore e 30 minuti (con tre soli scali tecnici e nessun cambio di velivolo).
Le maggiori compagnie aeree statunitensi sottoscrissero ben presto contratti per la fornitura del DC-3 con il quale sostituire i propri velivoli, per quanto di recente produzione e acquisizione come i Boeing 247 o i Lockheed Electra, e anche all'estero l'apprezzamento per il bimotore Douglas non si fece attendere, tanto che l'australiana Australian National Airways riuscì a convincere il governo del paese a rimuovere il divieto d'acquisto imposto agli aerei costruiti negli Stati Uniti e ad importare i primi quattro DC-3 nel corso del 1937.
Nei primi due anni dall'entrata in servizio del DC-3 il traffico commerciale statunitense era più che raddoppiato e prima della fine del 1938 il 95% era appannaggio del DC-3; nel 1939 il 90% dei voli commerciali di tutto il mondo era effettuato con il bimotore della Douglas.
A quell'epoca però venti di guerra cominciarono a spirare nei cieli dell'Europa: già nel 1938, con l'occupazione tedesca della Cecoslovacchia la Luftwaffe si appropriò dei DC-3 della Československá letecká společnost, mentre alla fine di agosto del 1939 il traffico aereo europeo si ridusse drasticamente e solo i paesi neutrali come Svezia e Svizzera tentarono di destreggiarsi, compressi tra le nazioni in guerra; in particolare la Swissair mantenne in servizio due DC-3 per le operazioni della Croce Rossa, mentre il resto della flotta fu messo negli hangar in attesa di tempi migliori. Nel maggio del 1940, in seguito all'invasione tedesca dei Paesi Bassi alcuni DC-3 della KLM rimasero distrutti al suolo mentre altri furono, ancora una volta, acquisiti dalla Luftwaffe che li trasferì successivamente alla compagnia di bandiera tedesca Deutsche Luft Hansa.
Alla fine della guerra molti DC-3 ripresero il loro servizio di linea, affiancati da un gran numero di velivoli C-47 e C-53 dismessi dalle forze armate; le necessità delle compagnie aeree erano talmente pressanti che spesso gli aerei provenienti dalle aviazioni militari furono messi in servizio senza modifiche, mantenendo perciò le configurazioni interne d'origine, compresi i sedili pieghevoli disposti lungo le pareti della fusoliera. Ben presto, in ogni caso, anche questi velivoli furono adeguati all'impiego civile che, tuttavia, dopo un breve periodo di tempo riguardò prevalentemente rotte di breve o medio raggio e per lo più con compagnie secondarie mentre le compagnie principali si rivolsero verso velivoli più capienti e di concezione più moderna. La vita del DC-3 era in ogni caso ancora lontana dal proprio completamento: secondo i dati forniti dall'Organizzazione internazionale dell'aviazione civile (ICAO) alla fine del 1971 il DC-3 era ancora l'aereo più diffuso tra le compagnie aeree che ne avevano in servizio 1 470 esemplari, seguito a notevole distanza dal Boeing 727 del quale risultavano operativi 831 velivoli.

## Esemplari esistenti

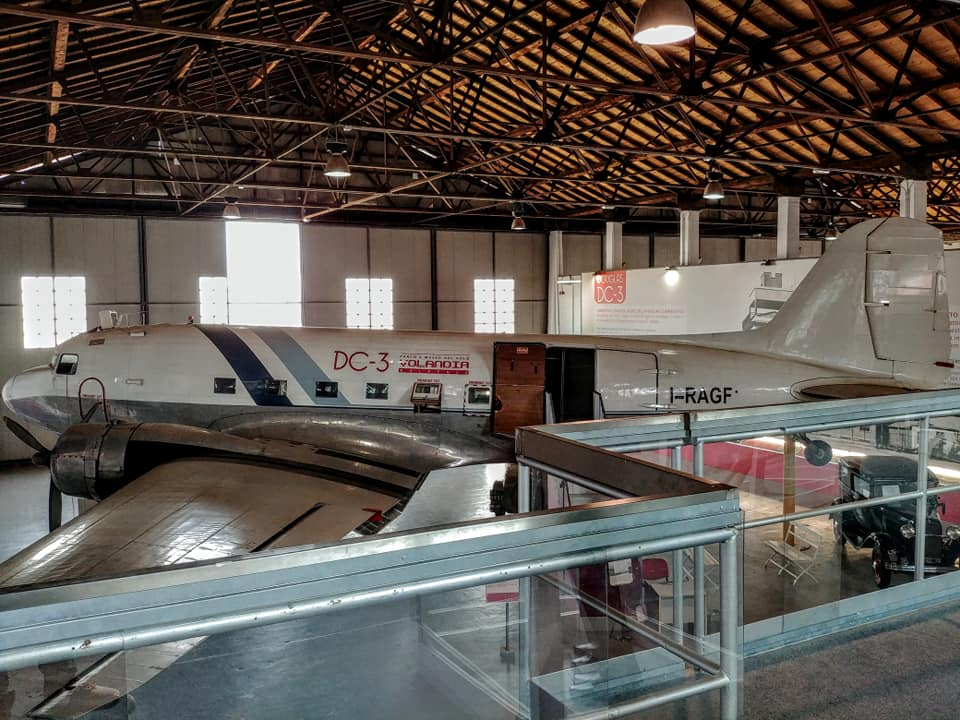
Il Douglas DC-3 Dakota esposto nel Parco e Museo di Volandia.

Dato l'elevato numero di esemplari prodotti, la presenza di esemplari di DC-3 nei musei di tutto il mondo non è una rarità.
In Italia è esposto un esemplare di DC-3 presso il Parco e Museo del Volo di Volandia vicino all'aeroporto di Milano-Malpensa (Varese). L'esemplare in questione è l'unico funzionante fruibile dal pubblico in Italia.
Nel Museo dell'aviazione di Rimini ne è presente un esemplare, restaurato, appartenuto a Clark Gable. Questo esemplare, originariamente immatricolato N242AG, ha volato per l'ultima volta in Italia nel 1986 con la matricola I-COFR. Dai libretti di volo risulta che su questo aereo abbiano volato molte celebrità come ad esempio Marilyn Monroe, John Fitzgerald Kennedy e suo fratello Bob, Frank Sinatra e Ronald Reagan quando era ancora un attore.
Nei dintorni di Torino, presso l'Aeroporto "Sandro Pertini" a Caselle Torinese, si trova un DC-3 sistemato come "gate guardian" all'inizio della pista nelle vicinanze dell'ingresso dell'aeroporto. L'aeromobile in questione venne costruito a Long Beach nel 1944, come C-47 militare, per poi essere trasformato in DC-3 civile nel giugno 1969. Nel 1987 viene acquistato dalla SAGAT per essere posto in aeroporto come monumento. Partito in volo autonomo da Venice (Florida) il 9 giugno 1988, dopo numerosi scali tecnici per la traversata atlantica, atterrò a Caselle il 14 giugno 1988.
Fra gli esemplari ancora esistenti è possibile citare anche un esemplare rimodernato in servizio di ricerca presso l'Istituto Alfred Wegener per la ricerca marina e polare, il Polar 5 con codice C-GAWI, in servizio operativo fino ad almeno l'anno 2023.
Un DC-3 della compagnia Laser Aéreo, ancora in uso per voli di linea, è precipitato in Colombia nel 2019, causando quattordici vittime.

## Utilizzatori

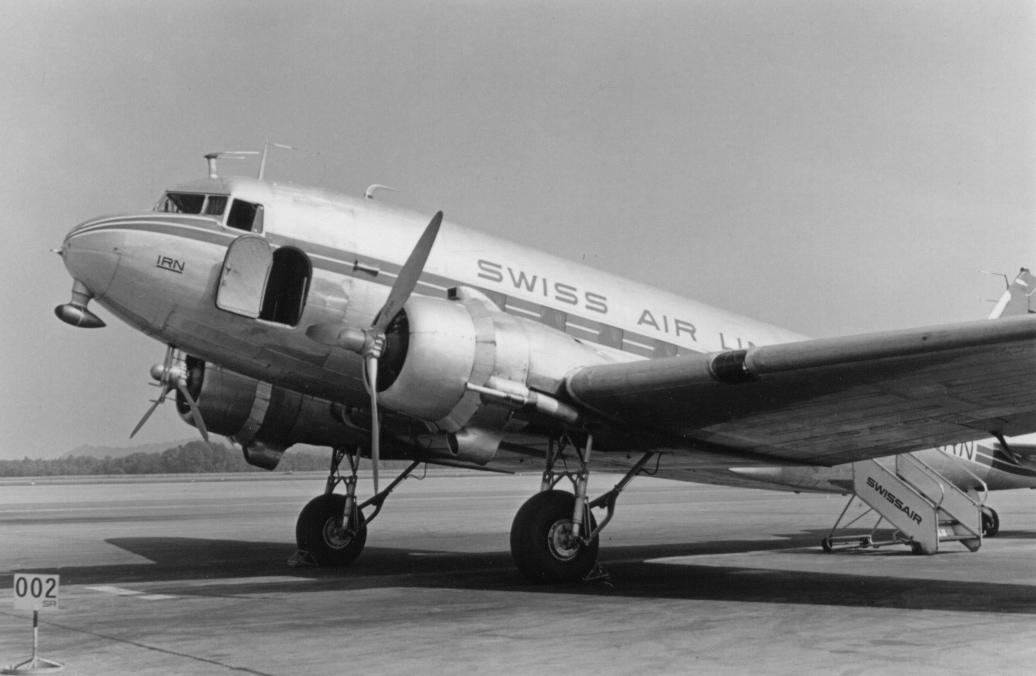
Un DC-3 della Swissair fotografato negli anni sessanta.

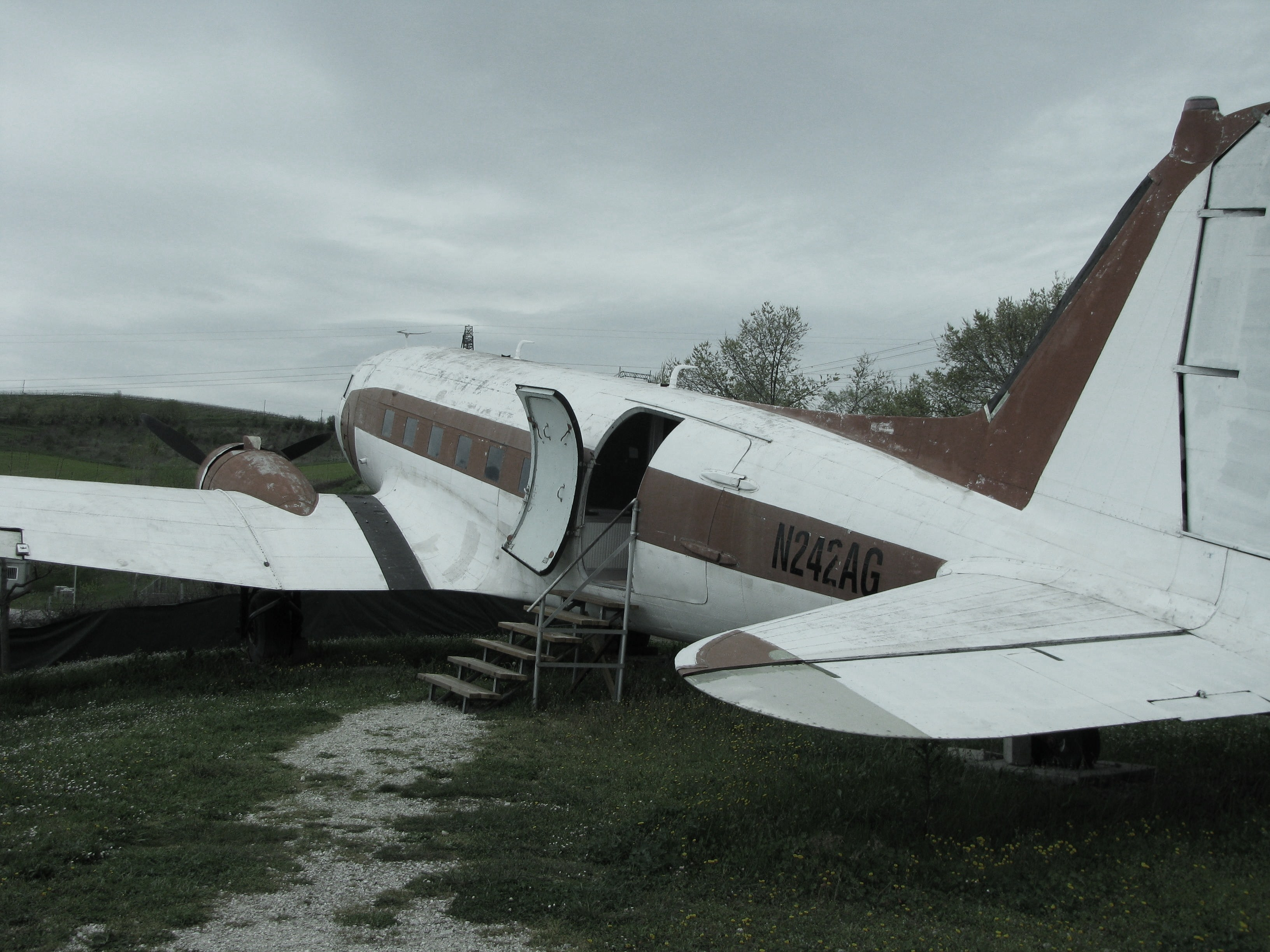
Un DC-3 appartenuto a Clark Gable ed esposto al Museo dell'aviazione di Rimini.

(lista parziale)
 Argentina
- Aerolíneas Argentinas

 Brasile
- Panair do Brasil

 Francia
- Air France

 Giappone
- All Nippon Airways
- Japan Air Transport

 Indonesia
- Garuda Indonesia

 Italia
- Alitalia
- Itavia

 Isole Cayman
- Cayman Airways

 Nepal
- Royal Nepal Airlines

 Canada
- Buffalo Airways

 Romania
- LARES

 Paesi Bassi
- KLM

 Spagna
- Iberia L.A.E.

 Stati Uniti
- American Airlines
- Eastern Airlines
- Pan American Airways
- Piedmont Airlines
- Trans World Airlines
- United Airlines

 Svizzera
- Swissair

### Annotazioni
1. ↑  in russo «Государственный Авиационный Завод»?, «Gosudarstvennyj Aviatsionnyj Zavod» cioè «Fabbrica Aeronautica di Stato».
2. ↑  «Пассажирский Самолет», «Passažirskij Samolet» cioè «Aereo Passeggeri».
3. ↑  All'aumentare del peso trasportato diminuiva l'autonomia di volo.

### Fonti
1. 1 2  Francillon, 1988, p. 250.
2. ↑  Francillon, 1988, p. 222.
3. ↑  Francillon, 1988, pp. 248-9.
4. 1 2 3 4 5 6 7 8  Pearcy, 1966, p. 3.
5. 1 2  Francillon, 1988, p. 218.
6. ↑  Francillon, 1988, p. 219.
7. 1 2 3  Francillon, 1988, p. 220.
8. ↑  Munson, 1972, p. 164.
9. ↑  Francillon, 1988, p. 217.
10. 1 2 3  Francillon, 1988, p. 221.
11. ↑  Douglas DC-3 / C-47 Skytrain, in "www.uswarplanes.net".
12. 1 2  Francillon, 1988, p. 241.
13. 1 2 3  Francillon, 1988, p. 242.
14. ↑  Pearcy, 1966, p. 16.
15. ↑  Flight, 25 giugno 1936, p. 685.
16. 1 2  Pearcy, 1966, p. 4.
17. 1 2  Pearcy, 1966, p. 5.
18. ↑  Francillon, 1988, p. 226.
19. ↑  Francillon, 1988, p. 224.
20. 1 2  Pearcy, 1966, p. 6.
21. ↑  Pearcy, 1966, p. 10.
22. 1 2  Francillon, 1988, p. 245.
23. ↑  Douglas DC-3 “Dakota” - Museo Aviazione, in "www.museoaviazione.com".
24. ↑  Il Dc3 Dakota è tornato in testata 36. La messa a dimora venerdì notte., in "www.lastampa.it".
25. ↑  https://planefinder.net/data/aircraft/C-GAWI
26. ↑  (EN) ASN Aircraft accident Douglas DC-3 HK-2494 Vereda La Bendición, su Aviation Safety Network, Flight Safety Foundation. URL consultato il 13 marzo 2019.

### Pubblicazioni
- (EN) Sleeper Transport, in Flight, Sutton, Surrey - UK, Reed Business Information Ltd., 16 gennaio 1936,  p. 73. URL consultato il 24 gennaio 2019.
- (EN) The Four Winds, in Flight, Sutton, Surrey - UK, Reed Business Information Ltd., 13 febbraio 1936,  p. 173. URL consultato il 24 gennaio 2019.
- (EN) Commercial Aviation, in Flight, Sutton, Surrey - UK, Reed Business Information Ltd., 25 giugno 1936,  p. 685. URL consultato il 24 gennaio 2019.

### Velivoli comparabili
- Boeing 247
- Junkers Ju 52
- Lockheed L-18 Lodestar
- Saab 90 Scandia